# Корпусный аэродром
Корпусный аэродром [название происходит от слова корпус (войсковое соединение или объединение)] — исторический, ныне не существующий аэродром в южной части Санкт-Петербурга.
Был размещён к югу от Александровской слободы и к востоку от Вологодско-Ямской слободы, в квадрате, ограниченном соединительной железнодорожной веткой с севера, Лиговским каналом с запада, линией Варшавской железной дороги с востока и Краснокабацким шоссе с юга. В современной системе ориентиров (Лиговский канал засыпан; линия Варшавской железной дороги уничтожена) восточная граница бывшего аэродрома проходит примерно по Варшавской улице, южная — по Краснопутиловской улице, а северная (в проекции на Московский проспект) — на уровне метро «Электросила» и улицы Решетникова (ранее — Георгиевский переулок).

## История названия
Ещё в XIX веке на этом месте появилось Корпусное шоссе, которое было названо так, потому что пересекало огороды полков Гвардейского корпуса. В 1910 году на месте части этих огородов и стоявших рядом провиантских магазинов и появился аэродром, а с 1913 года на нём официально была размещена 1-я авиационная рота, находившаяся в подчинении Гвардейского корпуса. Так аэродром принял на себя название не только шоссе, но и соединения, которому он подчинялся.

## История
Корпусный аэродром был основан в 1910 году за городской чертой, к югу от Александровской слободы и к востоку от Вологодско-Ямской слободы, между Лиговским каналом и линией Варшавской железной дороги. С севера территорию будущего аэродрома от огородов Лейб-гвардии Семёновского полка отделяла возведённая примерно в те же годы соединительная линия между Петергофской и Варшавской железными дорогами. Вдоль территории аэродрома, от железнодорожного поста в направлении Краснокабацкого шоссе и Средней Рогатки шло Корпусное шоссе.
В сентябре 1911 года на Корпусном аэродроме состоялся первый конкурс аэропланов отечественной конструкции. В дальнейшем такие конкурсы проводились ежегодно, вплоть до 1916 года. В северной части аэродрома, вдоль соединительной линии железной дороги, построили несколько ангаров и эллинг для дирижаблей.
С 1913 года на аэродроме помещалась 1-я авиационная рота.
Во время Первой мировой войны на аэродроме проходили подготовку военные лётчики.
В 1920-х годах Корпусный аэродром стал одним из первых международных аэродромов СССР. Отсюда с 1928 года самолёты смешанного советско-германского общества «Дерулюфт» стали совершать полёты по линии Ленинград — Рига — Кёнигсберг — Берлин.
С 1932 года, когда южнее железнодорожной станции Шоссейная открылся аэродром Пулково (первое название — Шоссейная), и до начала Великой Отечественной войны здесь находилась одна из баз Ленинградского аэроклуба Осоавиахима (в дальнейшем ДОСААФ), на которой массово обучались не только лётчики, но были также курсы парашютистов и планеристов.
Одновременно с полётной деятельностью аэродром служил базой для испытаний аэростатов, дирижаблей и самолётов. Здесь были испытаны многие конструкции летательных аппаратов, в частности, резинового планёра.

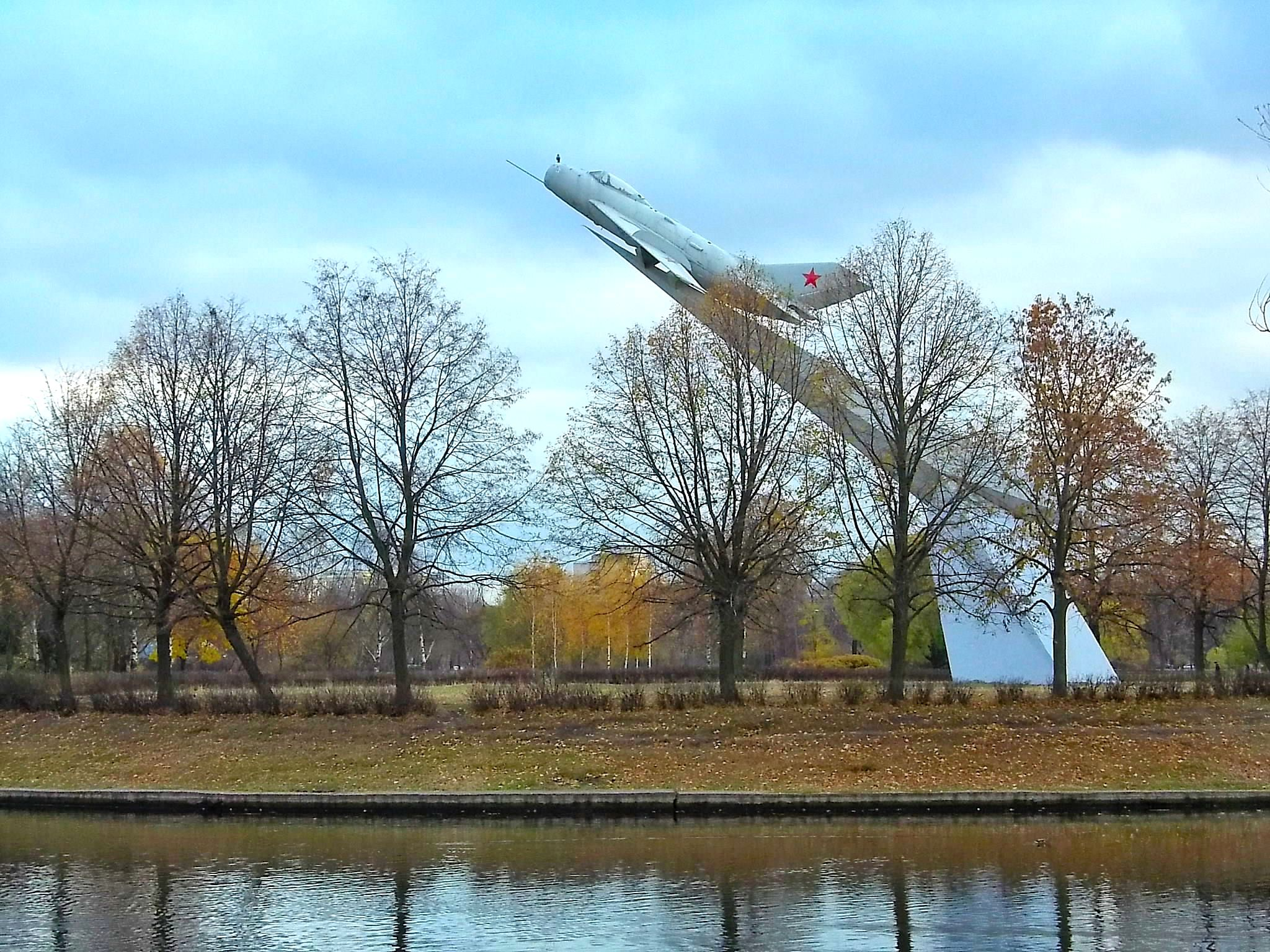
МиГ-19 на постаменте в парке Авиаторов

С 1939 года взлётно-посадочная полоса аэродрома использовалась для испытаний конструкторским бюро ГВФ, которое находилось неподалёку (в зданиях бывшего Русско-Балтийского завода). Тут же одно время служил Валерий Чкалов.
С началом войны аэродром стал ремонтной базой 13-й воздушной армии, но пробыл ей недолго из-за обстрелов и авианалётов, поскольку находился недалеко от переднего края фронта.
После окончания Великой Отечественной войны аэродром перестал использоваться по своему назначению. К освоению его территории под застройку новыми жилыми кварталами приступили в начале 1960-х годов. Примерно вдоль бывшей взлётной полосы пролёг Новоизмайловский проспект. По утверждённому плану застройки часть бывшего аэродрома отвели под парк, который получил название Парк Авиаторов. В память об авиационном прошлом территории и о героизме советских лётчиков во время войны в парке установлен на постаменте самолёт МиГ-19.

## Знаменательные и интересные факты
- 24 сентября 1911 года летчик Всеволод Абрамович, стартовав с Корпусного аэродрома на самолёте «Райт», установил мировой рекорд длительности полета с четырьмя пассажирами — свыше 45 минут.
- 2 октября 1911 года поручик Г. В. Алехнович на аэроплане конструкции инженера Я. М. Гаккеля установил всероссийский рекорд высоты — 3300 метров[1].[неавторитетный источник]
- C этого аэродрома совершала полёты одна из первых российских лётчиц — княгиня Евгения Шаховская.
- В июне 1914 года с Корпусного аэродрома стартовал самолёт «Илья Муромец» И. И. Сикорского, совершивший рекордный перелёт по маршруту Петербург — Киев, преодолев свыше 1 тыс. км за 12 часов 50 минут (а ранее отсюда взлетал также самолёт «Русский Витязь», тоже конструкции Игоря Сикорского).
- В 1934—1936 годах здесь прошли успешные испытания резинового планёра, а затем и резинового самолёта (сверхлёгких аппаратов с надувным резиновым корпусом-планёром).
- Северная часть Корпусного шоссе, проходившего посередине аэродрома, на участке у железнодорожной станции Корпусный пост сохранялась до 1980-х годов.